# 阿久和
阿久和（あくわ）は、神奈川県横浜市瀬谷区の地名である。構成する町名は阿久和西、阿久和東、阿久和南の3町からなる。

## 地理
瀬谷区の最南端に位置し、地区の東西を神奈川県道401号瀬谷柏尾線と神奈川県道402号阿久和鎌倉線が、地区の南端を東海道新幹線が縦断している。
古くは鎌倉郡阿久和村で1889年（明治22年）に中川村を経て、1939年（昭和14年）に横浜市に編入され、戸塚区阿久和町となり現在に至る。

区内では二ツ橋町・宮沢（旧瀬谷区宮沢町）・瀬谷町と同様旧村名を現行地名に使用している地区である。

### 隣接する地域
- 北:瀬谷区三ツ境（阿久和町から1962年分立）
- 南:泉区和泉町、新橋町、池の谷
- 東:旭区南希望が丘、善部町
- 西:瀬谷区宮沢

### 地価
住宅地の地価は、2016年（平成28年）1月1日の公示地価によると、神奈川県横浜市瀬谷区阿久和東2-20-17地点で17万円/m2となっている。

## 地名の由来

### 旧阿久和町
- 1939年（昭和14年）の横浜市編入時に町名は旧村名（鎌倉郡阿久和村）を採った。地名研究で、新羅の古語で水を意味する「アカ」にちなむともいい、また、「アクワ」は「川の流れの曲がった様」を意味するという。[2]

### 現行町名
- 阿久和東 - 1993年（平成5年）5月9日の町界町名地番整理事業の施行にともない、阿久和町の一部から新設した町。
町名は、「阿久和」という由緒ある町名を残したいという地元の要望が強かったことと、阿久和町の東部に位置することから「阿久和東」を採った。
- 阿久和西 - 1995年（平成7年）8月7日の町界町名地番整理事業の施行にともない、阿久和町の一部から新設した町。
町名は、「阿久和」という由緒ある町名を残したいという地元の要望が強かったことと、阿久和町の西部に位置することから「阿久和西」を採った。
- 阿久和南 - 1997年（平成9年）8月4日の町界町名地番整理事業の施行にともない、阿久和町の一部から新設した町。阿久和町の南部に位置することから「阿久和南」を採った。[2]

## 施設
- 横浜市立原小学校  - （阿久和東に所在）
- 横浜市立阿久和小学校 - （阿久和南に所在）
- 横浜市立原中学校 - （阿久和西に所在）
- 西友 阿久和店 - （阿久和西に所在）
- 横浜隼人中学校・高等学校 - （阿久和南に所在）
- 横浜市阿久和地区センター（阿久和南に所在）
- 横浜相原病院（阿久和南に所在）

## 名所・旧跡等
- 長屋門公園（阿久和東に所在）
- 熊野神社（阿久和東に所在）
- 大久保原遺跡（阿久和南）

## 交通

### 鉄道
- 地区の東側は相鉄本線希望ヶ丘駅もしくは三ツ境駅、地区の南側は相鉄いずみ野線弥生台駅もしくはいずみ野駅が最寄駅となる。

また、バス路線にて希望ヶ丘駅・三ツ境駅・いずみ野駅や戸塚駅も利用可能である。
- 東海道新幹線 - 地区の南端を通過する。

### 道路
- 神奈川県道401号瀬谷柏尾線
- 神奈川県道402号阿久和鎌倉線（かまくらみち）
- 鴨居上飯田線